# Kepler Input Catalog
Kepler Input Catalog (o KIC) és una base de dades pública d'uns 13,2 milions d'objectius utilitzats per al Kepler Spectral Classification Program (SCP) i Kepler.

## Visió de conjunt
Els objectius de Kepler SCP van ser observats pel projecte 2MASS, així com als filtres Sloan, com ara els filtres griz. El catàleg per si sol no s'utilitza per a la recerca d'objectius de Kepler, perquè només una porció (aproximadament 1/3 del catàleg) pot ser observat per la nau espacial. El catàleg complet inclou fins a 21 magnituds, donant 13,2 milions d'objectius, però d'aquests només uns 6,5 a 4,5 milions cauen en els sensors de Kepler.
KIC és un dels pocs catàlegs estel·lars globals per al camp de visió d'una nau espacial. El KIC va ser creat perquè no hi havia cap catàleg de suficient profunditat i informació per a la selecció d'objectius en aquell moment. El catàleg inclou "massa, radi, temperatura efectiva, Logaritme (g), metal·licitat i envermelliment de l'extinció".
Un exemple d'entrada de catàleg KIC és el KIC #10227020. Després d'haver detectat senyals de trànsit per a aquesta estrella, s'ha convertit en un Kepler Objecte of Interest, amb la designació KOI-730.
No totes les estrelles Kepler Input Catalog amb els planetes confirmats obtenen una designació Kepler Object of Interest. El motiu és que, de vegades, es detecten senyals de trànsit per observacions no realitzades per l'equip de Kepler. Un exemple d'un d'aquests objectes és Kepler-78b.
La corba de llum inusual de KIC 8462852 (també designat TYC 3162-665-1 i 2MASS J20061546+4427248), que es troba en posició pels caçadors de planetes, ha engendrat l'especulació que l'esfera de Dyson d'una civilització alienígena és responsable.